# Whac-A-Mole (videojoc)
Whac-A-Mole és una màquina recreativa (basada en el joc de colpejar talps, del mateix nom) inventat per Aaron Fechter de Creative Engineering, Inc. el 1971. L'objectiu és colpejar talps de plàstic que surten aleatòriament dels forats de la màquina del joc.